# Elena Arellano Chamorro
Elena Arellano Chamorro, född 1836, död 1911, var en nicaraguansk reformpedagog. 
Hon ägnade sig tidigt åt religiöst betonad välgörenhet. År 1872 grundade hon en katolsk yrkesskola för kvinnor i sitt hem för att göra det möjligt för fattiga kvinnor att försörja sig utan att prostituera sig; hon invigde den formellt 1891. 